# Triplectides dolabratus
Triplectides dolabratus là một loài Trichoptera trong họ Leptoceridae. Chúng phân bố ở miền Australasia.